# 有光洋右
有光洋右（日语： Arimitsu Yōsuke，1943年11月16日—），日本男子跳水运动员。他曾获得1966年亚洲运动会跳水比赛男子10米跳台金牌。他也参加了1964年夏季奥运会和1968年夏季奥运会。